# Sur GR
| GR ist das Kürzel für den Kanton Graubünden in der Schweiz. Es wird verwendet, um Verwechslungen mit anderen Einträgen des Namens Sur zu vermeiden. |

Sur ⓘ (rätoromanisch Sourⓘ, von den Einheimischen auch Socrⓘ ausgesprochen) ist eine Ortschaft in der Gemeinde Surses, Kanton Graubünden.
Bis zum 31. Dezember 2015 war sie eine eigenständige politische Gemeinde. Am 1. Januar 2016 fusionierte Cunter mit den Gemeinden Bivio, Cunter, Marmorera, Mulegns, Riom-Parsonz, Salouf, Savognin und Tinizong-Rona zur neuen Gemeinde Surses.

## Geographie
Sur liegt an der Julierpass-Strasse. Der untere Teil des Dorfes Furnatsch liegt direkt an der Strasse, der Hauptteil der ehemaligen Gemeinde etwa 50 Meter darüber. Zu Sur gehört auch die 2000 m hoch gelegene Alp Flix. Die höchste Erhebung bildet der 3397 m hohe Piz Calderas.

## Geschichte

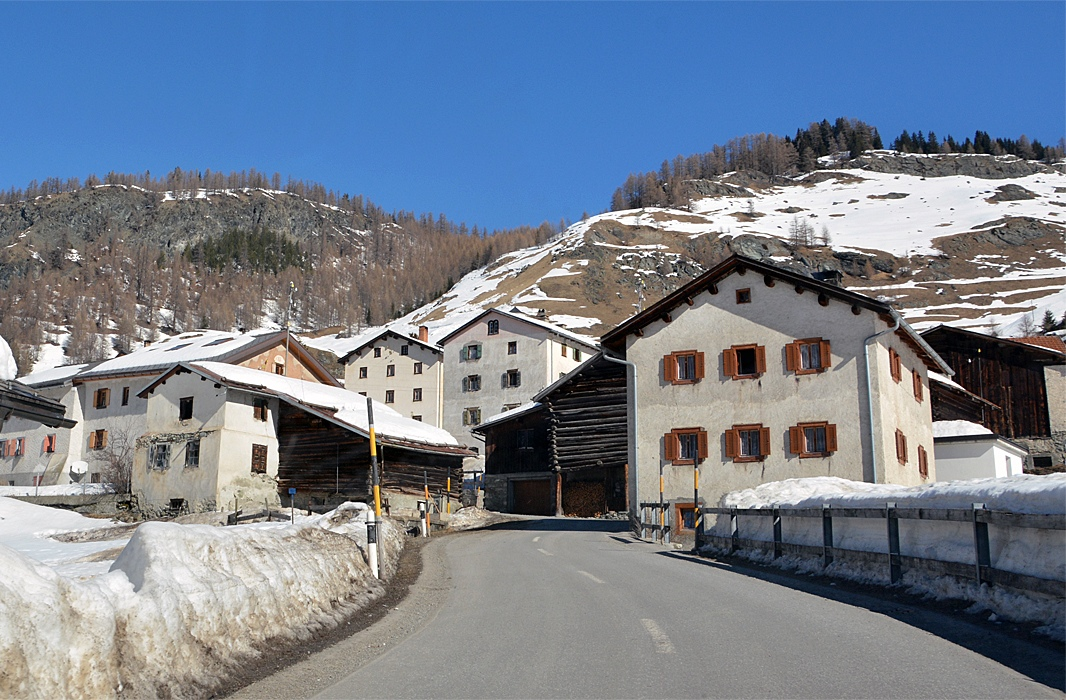
Oberer Dorfteil

Der zu Beginn des 13. Jahrhunderts von den Herren von Marmels errichtete Turm Spliatsch hat sich als Ruine erhalten. Bis 1850 gehörte Sur zum Hochgericht Oberhalbstein im Gotteshausbund. Die nach 1200 in Flix eingewanderten deutschsprachigen Walser wurden romanisiert. Auf den Fundamenten der mittelalterlichen Kirche St. Bartholomäus erbauten die Kapuziner 1663 die barocke Kirche S. Catregna (Katharina). Mit Mulegns und Marmorera bildet Sur eine Pfarreigemeinschaft.
Vor 1950 war Sur ein Bauerndorf, in dem die Einwohner vom Mittelalter bis nach 1900, als 1903 die Albulabahn eröffnet wurde, dem Nebenerwerb als Fuhrleute im Passverkehr nachgingen. Der Wald warf kaum einen Ertrag ab, da Sur an und über der Waldgrenze liegt. Der Bau des Stauwerks Marmorera durch das Elektrizitätswerk der Stadt Zürich führte zu einer kurzfristigen Bevölkerungszunahme. Mit dem Aufschwung des Tourismus in Bivio und Savognin bieten sich neue Verdienstmöglichkeiten in dieser Sparte. Die ehemalige Gemeinde ist stark überaltert; zwei Drittel der Bewohner sind über 60 Jahre alt.

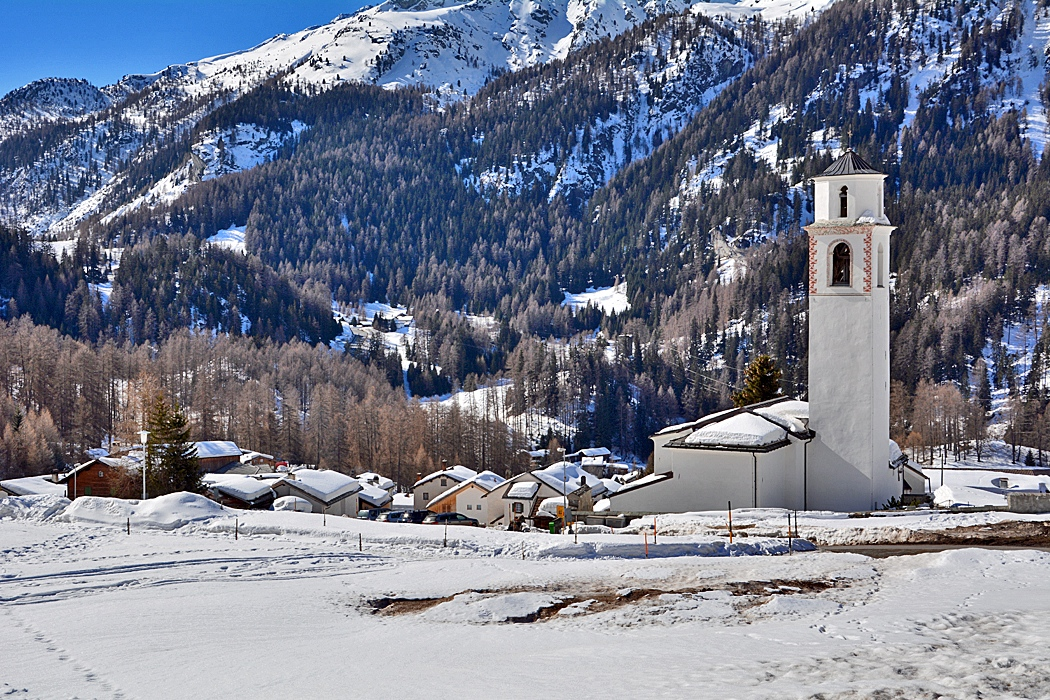
Sur mit Pfarrkirche St. Katharina

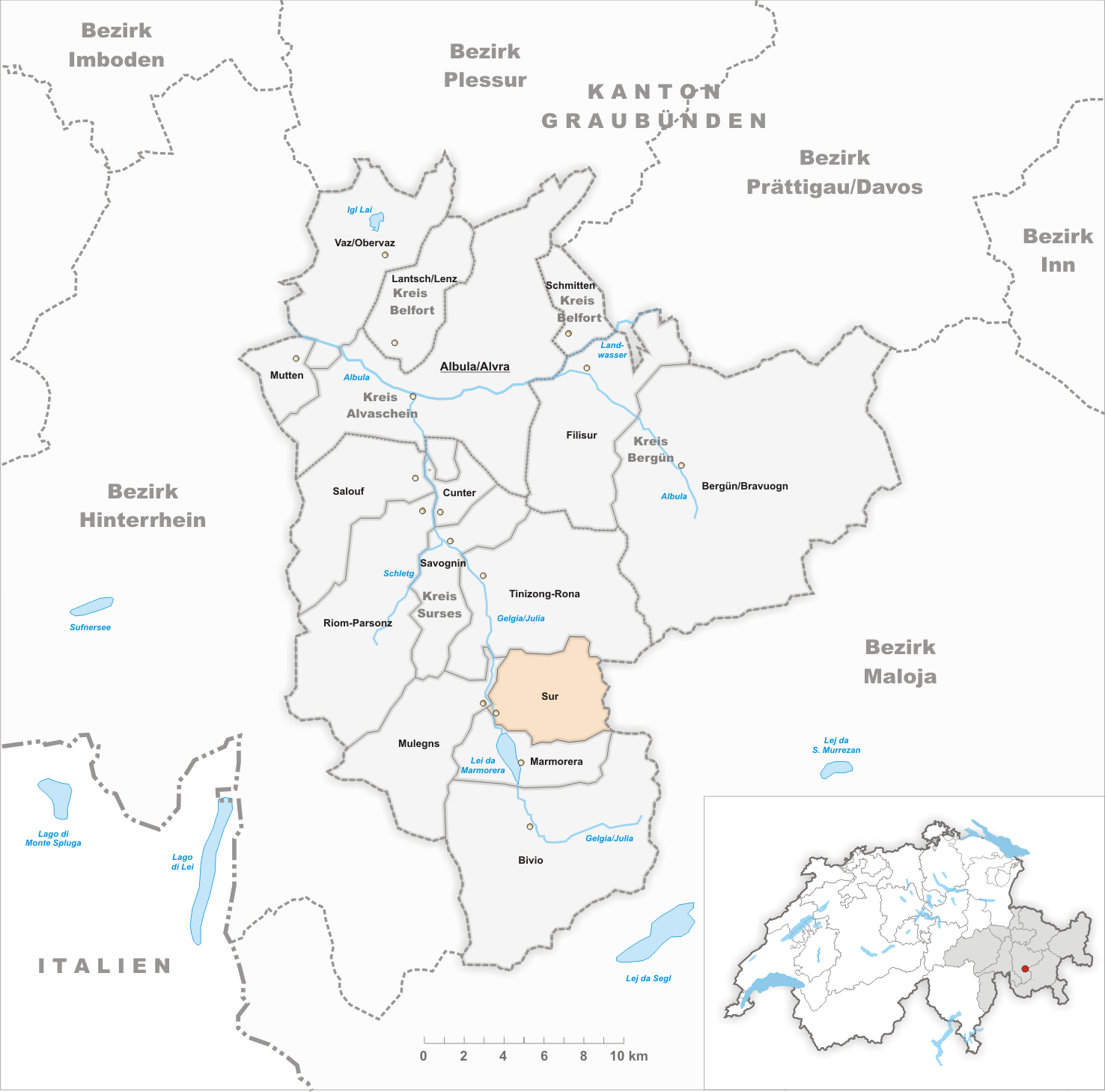
Gemeindestand vor der Fusion am 1. Januar 2016

Ab 1845 besass Sur eine Schule. Die Primarschule führte die ehemalige Gemeinde von 1975 bis 2006 zusammen mit Mulegns und Marmorera, für die Sekundarschule müssen die Schüler seit 1963 nach Savognin. Die Primarschüler werden inzwischen auch in Savognin unterrichtet. Im März 2006 beschlossen die Stimmberechtigten an einer Gemeindeversammlung als erste Gemeinde im Oberhalbstein, die neue Schriftsprache Rumantsch Grischun an der Schule zu lehren. Bisher wurde das im ganzen Surmeir gebräuchliche Surmeirisch unterrichtet.
Am 10. März 2006 lehnte die Mehrzahl der Einwohner von Sur und anderen Gemeinden der Talschaft eine Fusion aller Gemeinden des Oberhalbsteins zunächst ab. Nach einer zweiten Volksabstimmung kam der Zusammenschluss auf den 1. Januar 2016 doch zustande.

## Wappen
| Wappen von Sur GR | Blasonierung: «Geteilt von Silber (Weiss) mit schwarzem Zinnenturm auf grünem Dreiberg, und von Schwarz mit silbernem Wellenband» |
| Wappen von Sur GR | Der Turm Spliatsch auf dem mittleren der drei Hügel von Sur steht oberhalb (sur) des Wellenbands der Julia.                       |

## Bevölkerung
| Bevölkerungsentwicklung | Bevölkerungsentwicklung | Bevölkerungsentwicklung | Bevölkerungsentwicklung | Bevölkerungsentwicklung | Bevölkerungsentwicklung | Bevölkerungsentwicklung | Bevölkerungsentwicklung | Bevölkerungsentwicklung |
| ----------------------- | ----------------------- | ----------------------- | ----------------------- | ----------------------- | ----------------------- | ----------------------- | ----------------------- | ----------------------- |
| Jahr                    | 1850                    | 1900                    | 1950                    | 1980                    | 1990                    | 2000                    | 2005                    | 2014                    |
| Einwohner               | 163                     | 178                     | 227                     | 112                     | 87                      | 93                      | 84                      | 68                      |

### Sprachen
Die überwiegende Mehrheit der Einwohner spricht auch heute noch das rätoromanische Surmeirisch. 1880 waren dies 99,3 %, 1941 97,4 % der Einwohnerschaft. Danach sank der Anteil der Rätoromanen bis 1990 stufenweise auf 75,86 %. Seither ist eine Stabilisierung der Sprachsituation eingetreten. Die Entwicklung der vergangenen Jahrzehnte zeigt folgende Tabelle:
| Sprachen      | Volkszählung 1980 | Volkszählung 1980 | Volkszählung 1990 | Volkszählung 1990 | Volkszählung 2000 | Volkszählung 2000 |
| Sprachen      | Anzahl            | Anteil            | Anzahl            | Anteil            | Anzahl            | Anteil            |
| ------------- | ----------------- | ----------------- | ----------------- | ----------------- | ----------------- | ----------------- |
| Deutsch       | 5                 | 4,46 %            | 12                | 13,79 %           | 20                | 21,51 %           |
| Rätoromanisch | 94                | 83,93 %           | 66                | 75,86 %           | 70                | 75,27 %           |
| Italienisch   | 4                 | 3,57 %            | 5                 | 5,75 %            | 3                 | 3,23 %            |
| Einwohner     | 112               | 100 %             | 87                | 100 %             | 93                | 100 %             |

Alleinige Behördensprache ist Rätoromanisch, welches von 84,9 % der Bevölkerung verstanden wird.

### Herkunft und Nationalität
Von den Ende 2005 84 Bewohnern waren 75 (= 89,29 %) Schweizer Staatsangehörige.

## Sehenswürdigkeiten
- Der im 13. Jahrhundert von den Herren von Marmels errichtete Turm Spliatsch.
- Die auf 2000 Meter über Meer gelegene Alp Flix.